# Сорсо
Сорсо (итал. Sorso) је насеље у Италији у округу Сасари, региону Сардинија.
Према процени из 2011. у насељу је живело 11419 становника. Насеље се налази на надморској висини од 131 м.

## Становништво
Према резултатима пописа становништва 2011. у општини је живело 14.300 становника.
| 1931. | 1936. | 1951. | 1961. | 1971.  | 1981.  | 1991.  | 2001.  | 2011.  |
| ----- | ----- | ----- | ----- | ------ | ------ | ------ | ------ | ------ |
| 7.448 | 7.732 | 9.001 | 9.625 | 10.882 | 12.571 | 13.398 | 12.842 | 14.300 |